# ヤウザ駅
ヤウザ駅（ヤウザえき、ロシア語:Платформа Яуза）は、ロシア連邦モスクワ北東区にある、ロシア鉄道の駅。ヤロスラヴリ近郊鉄道（シベリア鉄道本線）上の駅で、エレクトリーチカ（近郊列車）のみ停車する。

## 沿革
- 1915年 - 開業[2]。
- 2016年
  - 4月14日[3] - 改装工事のため一時閉鎖。
  - 9月1日[4] - 改装工事が完了し、再オープン。

## 駅構造
島式ホーム2面4線を有する地上駅。ホームの一部には屋根が設けられている。
駅舎は設けられておらず、ホーム間および駅出口は跨道橋により結ばれている。改札口はホーム上に設置されている。出口は西側・東側両方ともある。

## 駅周辺
- マラヒトヴァヤ通り（ロシア語版）
- 中央臨床第二病院
- ロストキンスキー・アクヴェドゥク（ロシア語版、英語版）（アクヴェドゥク公園）
- ロシニー・オストロフ国立公園（ロシア語版、英語版）
  - ヤウスカヤ路地（ロシア語版）

## バス路線
駅周辺から以下のバスに乗り換えができる。
- バス（ロシア語版）：56, 286, 603, 822

## 隣の駅
ロシア鉄道
ヤロスラヴリ近郊鉄道
エレクトリーチカ
マレンコフスカヤ駅 - ヤウザ駅 - ロストキノ駅